# Annette Humpe
 (juin 2008).
Si vous disposez d'ouvrages ou d'articles de référence ou si vous connaissez des sites web de qualité traitant du thème abordé ici, merci de compléter l'article en donnant les références utiles à sa vérifiabilité et en les liant à la section « Notes et références ».
Pour les articles homonymes, voir Humpe.
Annette Humpe, née le 28 octobre 1950 à Hagen, est une chanteuse de pop et productrice musicale allemagne de l'Ouest / allemagne.
Le groupe d'Humpe, Ideal, appartient à la Neue Deutsche Welle. Depuis l'année 2004 elle a repris du service après une longue pause avec le projet Ich + Ich, à nouveau comme chanteuse.